# 니바강

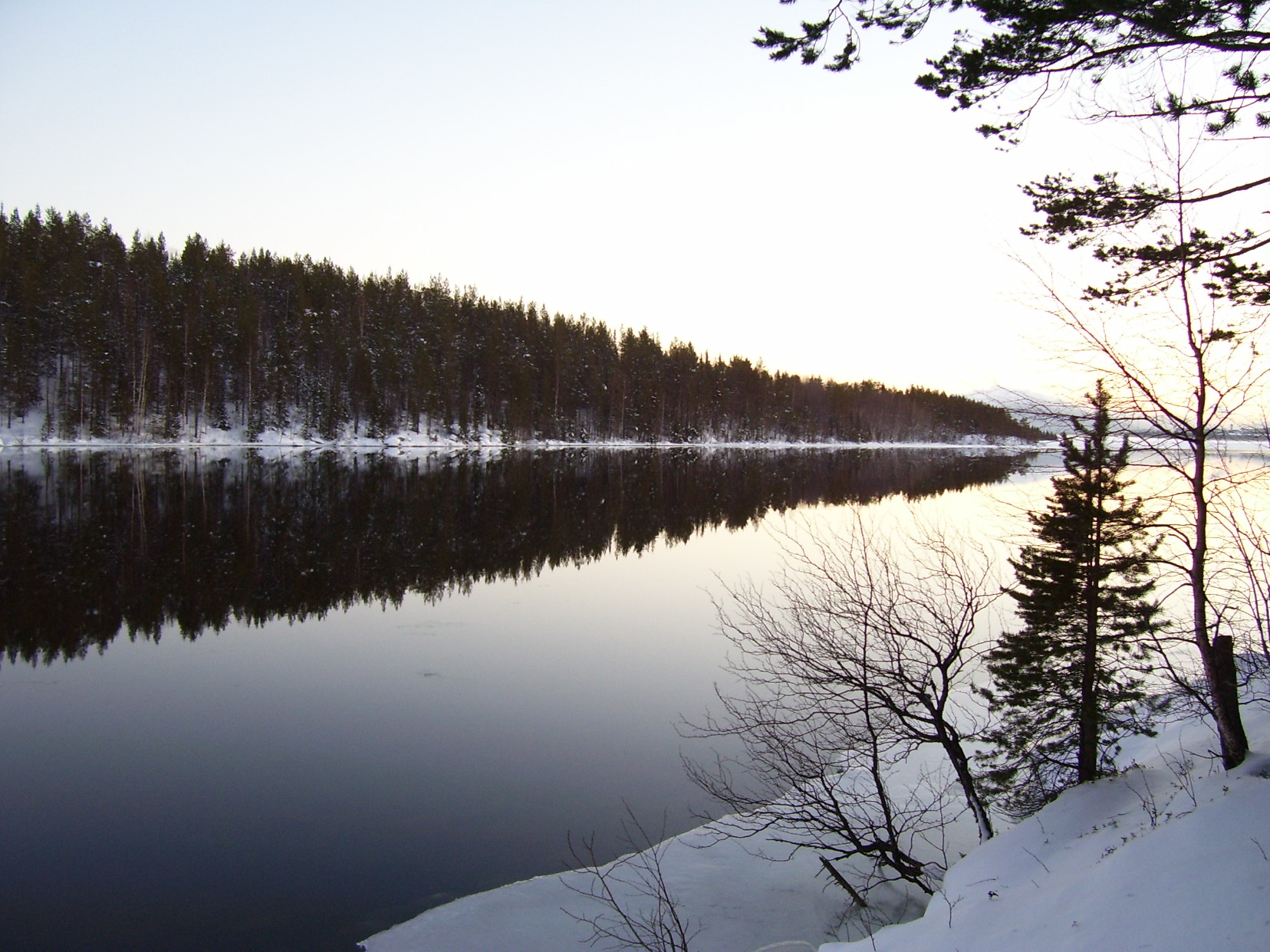

니바강(러시아어: Нива)는 무르만스크주의 콜라반도에 위치한 강이고, 유역의 길이는 36 km이다. 면적은 12,800 km2이다. 이만트라호를 통과해서 백해의 칸달락샤만으로 흘러 들어간다. 니바강에 접해 있는 도시는 칸달락샤이다.